# Neoseiulus koyamanus
Neoseiulus koyamanus är en spindeldjursart som först beskrevs av Ehara och Yokogawa 1977.  Neoseiulus koyamanus ingår i släktet Neoseiulus och familjen Phytoseiidae. Inga underarter finns listade i Catalogue of Life.